# Gerald (Misuri)
Gerald es una ciudad situada en el condado de Franklin, Misuri, Estados Unidos. Tiene una población estimada, a mediados de 2022, de 1355 habitantes.

## Geografía
La localidad está ubicada en las coordenadas 38°23′58″N 91°19′49″O / 38.39944, -91.33028. Según la Oficina del Censo de los Estados Unidos, tiene una superficie total de 3.85 km², de los cuales 3.83 km² corresponden a tierra firme y 0.02 km² están cubiertos de agua.

## Demografía
Según el censo de 2020, en ese momento había 1361 personas residiendo en la localidad. La densidad de población era de 355.35 hab./km². El 92.65% de los habitantes eran blancos, el 0.29% eran afroamericanos, el 0.15% eran amerindios, el 0.15% eran asiáticos, el 0.59% eran de otras razas y el 6.17% eran de una mezcla de razas. Del total de la población, el 1.47% eran hispanos o latinos de cualquier raza.